# نبعة
نبعة منطقة عراقية بشمال مركز ناحية بصية في محافظة المثنى في هضبة الدبدبة بالبادية العراقية بجنوب العراق، فيها حسو نبعة (بئر) غزير الماء لا ينضب، بينه وبين بصية جنوباً 51 كيلومتراً، ويُنسب إلى نبعة قصر نبعة ووادي نبعة.
| حسو نبعة  | بصية جنوباً        | 51 |
| وادي نبعة | الصليبيات[محل شك] | 37 |
| وادي نبعة | أبو غار جنوباً     | 12 |
| نبعة      | الكصير شمال الغرب | 30 |